# Vera Evstafievna Popova
Vera Yevstafievna Popova , nea Vera Bogdanovskaya (Vera Евстафьевна Попова; n. 17 septembrie 1867, Sankt Petersburg, Imperiul Rus – d. 25 aprilie 1896, Ijevski zavod, Imperiul Rus) a fost o chimistă rusă. Ea a fost una dintre primele chimiste de sex feminin din Rusia  și a fost prima femeie rusă care a scris un manual de chimie.  Ea „probabil a devenit prima femeie care a murit în scopul chimiei”, ca urmare a unei explozii în laboratorul ei.

## Tinerețe și educație
Vera Bogdanovskaya s-a născut în 1868 în Sankt Petersburg. Tatăl ei, Evstafy Ivanovich Bogdanovsky, a fost profesor de chirurgie. Părinții ei au aranjat ca cei trei copii să fie educați acasă. În 1878 a început studiile la Institutul Smolny la vârsta de 11 ani. Începând cu anul 1883 a petrecut patru ani la Cursurile Bestuzhev, după care a lucrat timp de doi ani în laboratoare la Academia de Științe și la Academia Militară de Chirurgie. În 1889, Bogdanovskaya a părăsit Rusia pentru Elveția, unde a absolvit un doctorat în chimie la Universitatea din Geneva. Ea și-a apărat cercetarea în dibenzil cetonă în 1892. Bogdanovskaya dorea să lucreze la H-C≡P (metiliden fosfina), dar a fost sfătuită să se concentreze în schimb pe dibenzil cetonă de către îndrumătorul ei de doctorat, profesorul Carl Gräbe.  De asemenea, a colaborat cu Dr. Philippe Auguste Guye la Geneva, care lucra la stereochimie.

## Carieră

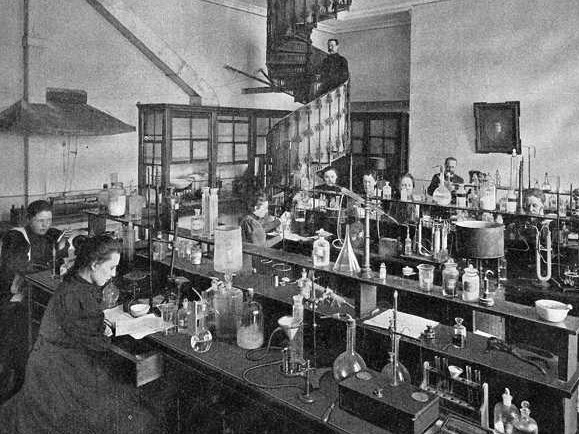
Elevi în laboratorul de chimie la Cursurile Bestuzhev

Bogdanovskaya s-a întors la Saint Petersburg în 1892 pentru a lucra la Cursurile Bestuzhev, unde a predat chimie. Aceasta a fost o instituție fondată în 1878 pentru a încuraja femeile ruse să rămână în Rusia pentru a studia. A lucrat ca asistent alături de Prof. L'vov, predând primele cursuri de stereochimie. Reputația ei de lector și cunoștințele sale de predare i-au permis să-și scrie prima carte, un manual de chimie de bază. Ea a scris recenzii, a tradus lucrări academice despre chimie și, împreună cu profesorul ei, a publicat lucrările lui Alexander Butlerov, care a murit în 1886. Între 1891 și 1894, a publicat o serie de lucrări pe baza tezei sale de doctorat. 
Bogdanovskaya nu era doar chimistă; ea a fost, de asemenea, interesată de entomologie, de scris și limbi străine. În 1889, a publicat o descriere despre cum lucrezi cu albinele. Bogdanovskaya și-a publicat propriile povestiri scurte, precum și traducerile scriitorului francez Guy de Maupassant.

## Viața personală
Bogdanovskaya a părăsit Sankt Petersburg și s-a căsătorit cu generalul Iacob Kozmich Popov, mai în vârstă decât ea, în 1895. Fiind director al unei fabrici militare de oțel, ea i-a cerut să-i construiască un laborator unde să-și poată continua studiile în chimie. Locuiau în Izhevskii Zavod, un oraș sub control militar care era dedicat fabricării armelor. S-a suspectat că această căsătorie a ei ar fi fost de interes, deoarece se știa că femeile ruse uneori se căsătoreau doar pentru a scăpa de convențiile societății.

## Moarte
Popova a murit pe 8 mai 1896 (Calendarul Gregorian, 26 aprilie în Calendarul Iulian),   (data este dată uneori ca 1897 în sursele din limba engleză) ca rezultat al unei explozii care a avut loc în timp ce încerca să sintetizeze H-C≡P (metiliden fosfina), o substanță chimică similară cu acidul cianhidric. Avea 28 de ani. 

### Urmări
H-C≡P, substanța chimică pe care a încerca să o sintetizeze în momentul morții, nu a fost creată cu succes decât în 1961 din fosfină și carbon. Este extrem de piroforică și polimeriza cu ușurință la temperaturi de peste -120° C. Punctul triplu este -124° C și arde spontan chiar și la temperaturi scăzute când este expus la aer.

## Moștenire
Popova a primit un omagiu însemnat în Jurnalul Societății Chimice Fizice din Rusia. Un scurt anunț mortuar a apărut în revista Nature și o scurtă notificare în revista americană Science. Un raport al chimistului Vladimir Ipatieff a presupus că poate a fost otrăvită de experimentul ei sau s-a sinucis, însă această opinie nu a fost susținută de alte rapoarte.
Moartea ei precoce a condus la crearea unui fond caritabil în memoria ei, de către soțul ei, pentru a ajuta studenții de sex feminin. Portretul ei a fost, de asemenea, expuse la Colegiul de Femei, unde ea a predat. 
Popova este acreditată cu clasificarea dibenzil cetonei. Aceasta a pus bazele rășinilor acrilice sintetice create din cianhidrină de acetonă.